# Шаве, Ашиль
Ашиль Шаве (фр. Achille Chavée; 6 июня 1906, Шарлеруа, Бельгия — 4 декабря 1969, Ля Эстр, Бельгия) — бельгийский поэт, писал на французском языке.

## Биография
Ашиль Шаве родился в католической семье. В 1925 году начал изучать право в Брюсселе, в 1930 году был зачислен в коллегию адвокатов в Монсе. В 1927 году вовлекся в политику и основал с Вальтером Тибо Федеральный валлонский союз для борьбы за культурную и политическую автономию Валлонии. Участвовал в создании журнала «Валлонская битва», вышедшего в 1929 году.
В марте 1934 года вместе с Альбертом Люде, Андре Лораном и Марселем Парфондри образовал группу «Разрыв», главной мотивацией которой стала политическая ангажированность. К ним быстро присоединился Фернан Дюмон, посетивший первые заседания группы. В 1935 году Шаве опубликовал свой первый сборник «Для определенной цели» и первый (и единственный) номер журнала «Непогода», в котором появились работы Фернана Дюмона, Андре Лорана, Рене Магритта, Константа Мальвы и других. В том же году Шаве сотрудничает с «Международным бюллетенем сюрреализма» и публикует свои стихи в журнале «Нож в ране», который впервые объединяет на одних страницах сюрреалистов Брюсселя и Эно: Рене Магритта, Эдуарда Месена, Поля Нуже, Луи Скутенера, Андре Сури.
В 1936 году Ашиль Шаве встречался в Париже с Андре Бретоном и Полем Элюаром. В ноябре он отправился в Испанию и присоединился к интербригаде имени Домбровского в качестве офицера и аудитора. Вернулся в Бельгию в 1937 году. После распада «Разрыва» в конце 1938 года, он основал в следующем году в Монсе «Сюрреалистскую группу в Эно». В неё вошли Фернан Дюмон, Марсель Лефранк, Арман Симон и Луи Ван де Спиежель. В 1940 году он публиковался в двух номерах журнала Магритта и Рауля Убака «Коллективное изобретение». Как член коммунистического сопротивления, поэт разыскивался гестапо во время Второй мировой войны и ушел в подполье в 1941 году.
В 1946 году Шаве распустил группу и основал в феврале 1947 года объединение «Высокая ночь». Группа провозглашала отказ от догматизма, враждебность по отношению к конформизму в искусстве и её веру в авангард. В 1961 году поэт вступил в Народное движение Валлонии.
Ашиль Шаве до конца жизни сотрудничал с журналами бельгийских сюрреалистов и опубликовал около тридцати сборников стихов.

## Сборники стихов
- 1937: Пепельница тела (Le Cendrier de chair)
- 1940: Вопрос доверия (La Question de confiance)
- 1956: Каталог единственного (Catalogue du seul)
- 1964: Песочные часы отсутствия (Le Sablier d'absence)